# Faríngula
A faríngula é uma etapa do desenvolvimento embrionário dos vertebrados. Nesta fase, os embriões de todos os vertebrados são semelhantes, tendo desenvolvido características próprias dos vertebrados, como o início da medula espinhal. Denominado por William Ballard, o estágio da faringe segue os estágios da blástula, gástrula e nêurula .

## Semelhança morfológica em embriões de vertebrados
Na fase faríngula, todos os embriões de vertebrados apresentam semelhanças notáveis, ou seja, ela é uma "fase filotípica" do sub-filo, que contém as seguintes características:
- notocorda
- cordão nervoso dorsal oco
- cauda pós-anal, e
- uma série de sulcos branquiais emparelhados.

Os sulcos branquiais são combinados internamente por uma série de bolsas de guelras emparelhadas. Nos peixes, as bolsas e sulcos eventualmente se encontram e formam as fendas branquiais, que permitem que a água passe da faringe para as brânquias e para fora do corpo.
Em outros vertebrados, as ranhuras e bolsas desaparecem. Em humanos, o principal traço de sua existência é a tuba auditiva e o canal auditivo que (interrompido apenas pelo tímpano) conectam a faringe com a parte externa da cabeça.
A existência de um estágio comum da faringe para vertebrados foi proposta pela primeira vez pelo biólogo alemão Ernst Haeckel (1834 – 1919) em 1874.